# Salavat Rachmetov
Salavat Kipajevič Rachmetov (rusky: Салава́т Кипа́евич Рахме́тов; * 17. prosince 1967 Almaty) je bývalý ruský reprezentant ve sportovním lezení, mistr sportu Ruska mezinárodní třídy, vítěz Rock Masteru a mistr světa v boulderingu žijící v Česku.
Světovým závodům ve sportovním lezení se věnoval také jeho bratr Kairat Rachmetov, rovněž známý v Česku.
V roce 2010 měla jeho dcera Zalia pod skalami vážný úraz po pádu kamene ze skalní stěny a na části ruky má protézu. Mezi horolezci a také v Česku byla zorganizována sbírka na její léčbu.

## Výkony a ocenění
Patří mezi jediné tři ruské lezce mezi hvězdami světového lezení, o kterých napsal Heinz Zak ve své knize Rock Stars z roku 1995.
- 1989: mistr sportu SSSR
- 1993: vítěz prvního MČR v lezení na obtížnost
- několikanásobná nominace na mezinárodních prestižních závodech Rock Master v italském Arcu, kde získal medaile ve třech disciplínách
- 2010: mistr sportu Ruska mezinárodní třídy (MCMK)

### Závodní výsledky
| Arco Rock Master | Arco Rock Master | Arco Rock Master | Arco Rock Master | Arco Rock Master | Arco Rock Master |
| Rok              | 1990             | 1997             | 2001             | 2002             | 2004             |
| ---------------- | ---------------- | ---------------- | ---------------- | ---------------- | ---------------- |
| Obtížnost        |                  | 3                |                  |                  |                  |
| Rychlost         | 3                |                  |                  |                  |                  |
| Bouldering       |                  |                  | 1                | 3                | 3                |

| Mistrovství světa | Mistrovství světa | Mistrovství světa | Mistrovství světa | Mistrovství světa | Mistrovství světa | Mistrovství světa | Mistrovství světa | Mistrovství světa | Mistrovství světa | Mistrovství světa |
| Rok               | 1991              | 1993              | 1995              | 1997              | 1999              | 2001              | 2003              | 2005              | 2007              | 2009              |
| ----------------- | ----------------- | ----------------- | ----------------- | ----------------- | ----------------- | ----------------- | ----------------- | ----------------- | ----------------- | ----------------- |
| Obtížnost         | 11                |                   |                   |                   | 9                 |                   | 15                |                   |                   |                   |
| Rychlost          | 9                 |                   |                   |                   |                   |                   |                   |                   |                   |                   |
| Bouldering        |                   |                   |                   |                   |                   | 7                 | 7                 | 1                 | 18                | 16                |

| Světový pohár       | Světový pohár | Světový pohár | Světový pohár | Světový pohár | Světový pohár | Světový pohár | Světový pohár | Světový pohár | Světový pohár | Světový pohár | Světový pohár | Světový pohár | Světový pohár | Světový pohár | Světový pohár | Světový pohár | Světový pohár | Světový pohár |
| Rok                 | 1991          | 1992          | 1993          | 1994          | 1995          | 1996          | 1997          | 1998          | 1999          | 2000          | 2001          | 2002          | 2003          | 2004          | 2005          | 2006          | 2007          | 2008          |
| ------------------- | ------------- | ------------- | ------------- | ------------- | ------------- | ------------- | ------------- | ------------- | ------------- | ------------- | ------------- | ------------- | ------------- | ------------- | ------------- | ------------- | ------------- | ------------- |
| Obtížnost           | 8             | 17            | 19            | 20            | 12            | 13            | 16            | 8             | 40            | 22            |               | 75            |               |               |               |               |               |               |
| jednotlivě* (x/x/x) |               |               |               |               |               |               |               |               |               |               |               |               |               |               |               |               |               |               |
| Bouldering          |               |               |               |               |               |               |               |               | 8             | 2             | 6             | 7             | 2             | 6             | 16            | 11            | 35            | 42            |
| jednotlivě* (x/x/x) |               |               |               |               |               |               |               |               |               |               |               |               |               |               |               |               |               |               |
| Kombinace           |               |               | 2             |               |               |               |               |               |               | 2             |               |               |               |               |               |               |               |               |

* poznámka: nalevo jsou poslední závody v roce
| Mistrovství Evropy | Mistrovství Evropy | Mistrovství Evropy |
| Rok                | 1992               | 2002               |
| ------------------ | ------------------ | ------------------ |
| Obtížnost          | 3                  |                    |
| Bouldering         |                    | 3                  |